# Famille Cerfberr de Medelsheim
Cette page explique l’histoire ou répertorie les différents membres de la famille Cerfbeer.
La famille Cerfbeer de Medelsheim est une famille alsacienne.

## Personnalités
- Hirtz de Medelsheim dit Cerf Beer (1726-1793), financier, homme politique et philanthrope, préposé général de la nation juive d'Alsace ;
- Minette Cerfbeer (1757-1825), mère du général-baron Marc François Jérôme Wolff ;
- Lippmann Cerfberr (1760-1827), marié à la fille de Berr Isaac Berr de Turique ;
- Baruch Cerf-Berr (1762-1824), délégué du Bas-Rhin à l'Assemblée des notables, fournisseur général des armées de Napoléon 1er ;
- Théodore Cerf Berr (1766-1832) qui joua un rôle lors des États généraux et lors du Grand Sanhédrin convoqué par Napoléon ;
- Samson Cerfberr de Medelsheim  (1777-1826), dit Ibrahim Manzour-Efendi, aventurier, militaire et homme de lettres ; auteur de Mémoires sur la Grèce et l'Albanie pendant le gouvernement d'Ali-Pacha ;
- Berr Marx Cerfberr (1780-1824), s'installe en Guyane pour fonder une colonie ;
- Alphonse-Théodore Cerfbeer (1791-1859), officier et auteur dramatique ;
- Max-Théodore Cerfberr (1792-1876), colonel, chef de cabinet du ministre de la Guerre, député du Bas-Rhin de 1842 à 1848 et président du Consistoire central israélite de France de 1846 à 1871 ;
- Édouard Cerfberr (1803-1878), officier et intendant militaire ;
- Alphonse Cerfberr de Medelsheim (1817-1883), haut fonctionnaire, journaliste et écrivain ;
- Anatole Cerfberr (1835-1896), journaliste et critique dramatique.

## Galerie

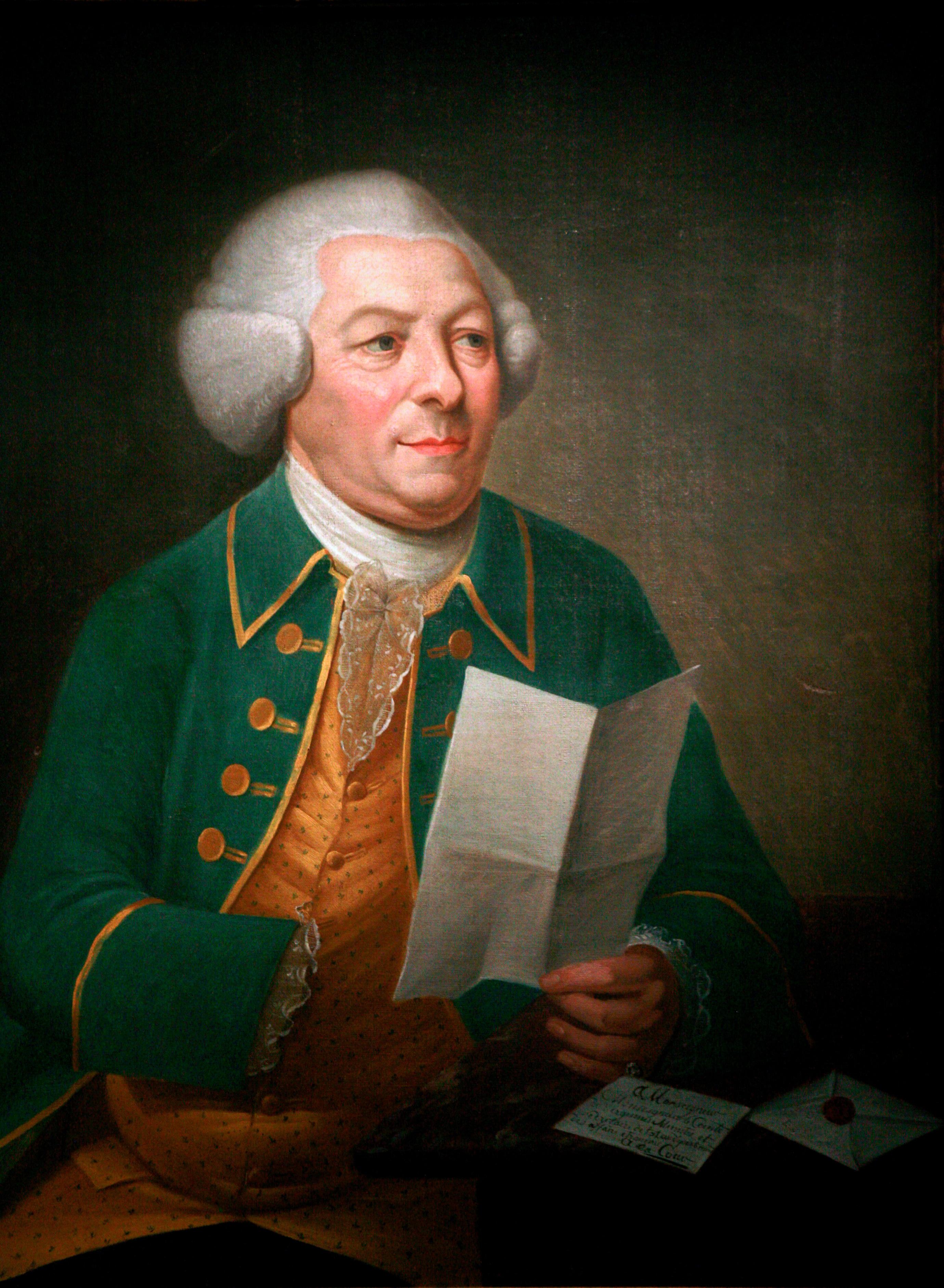
Portrait de Cerf Beer (1726-1793).
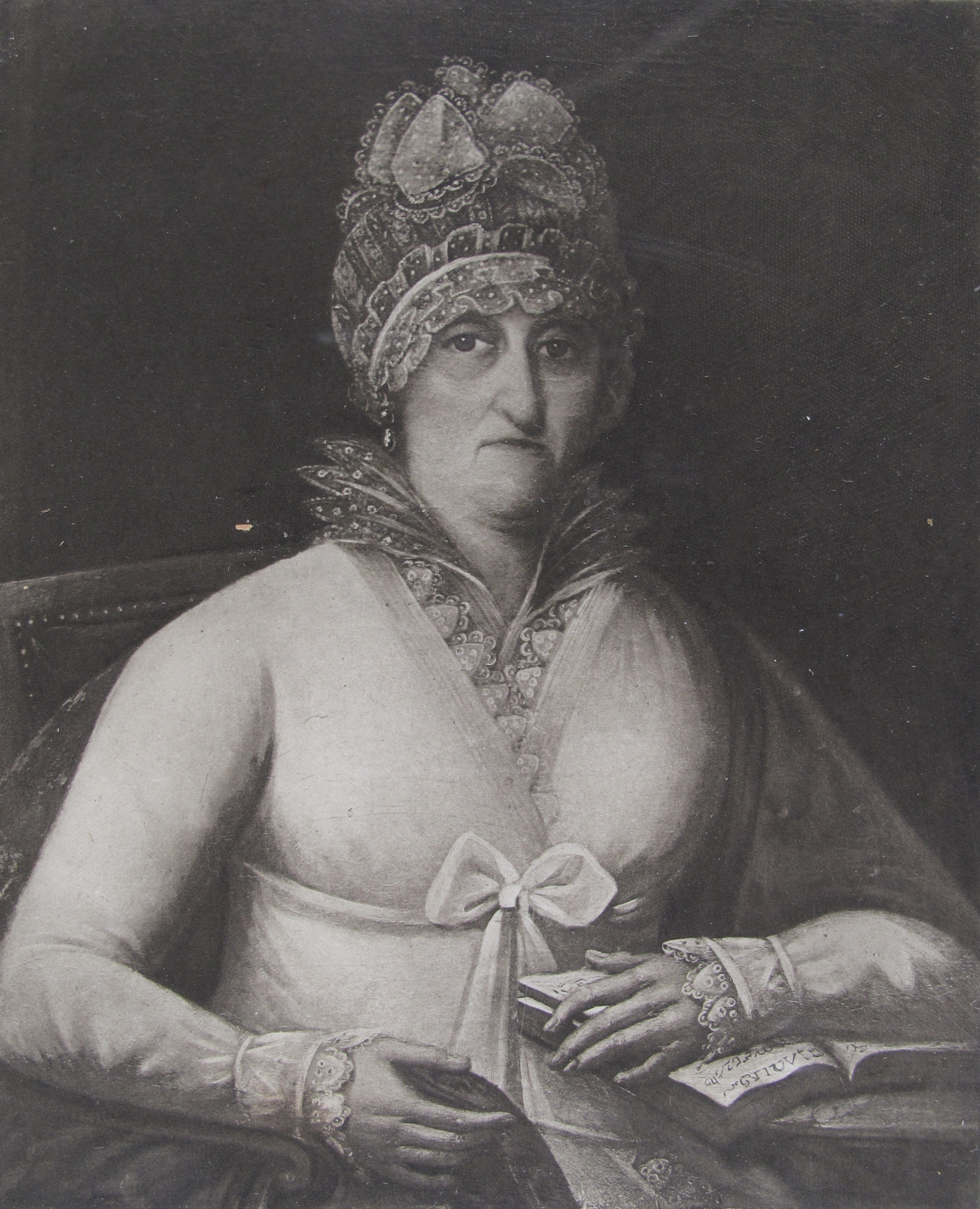
Portrait de Hanna Brull, épouse de Cerf Beer.
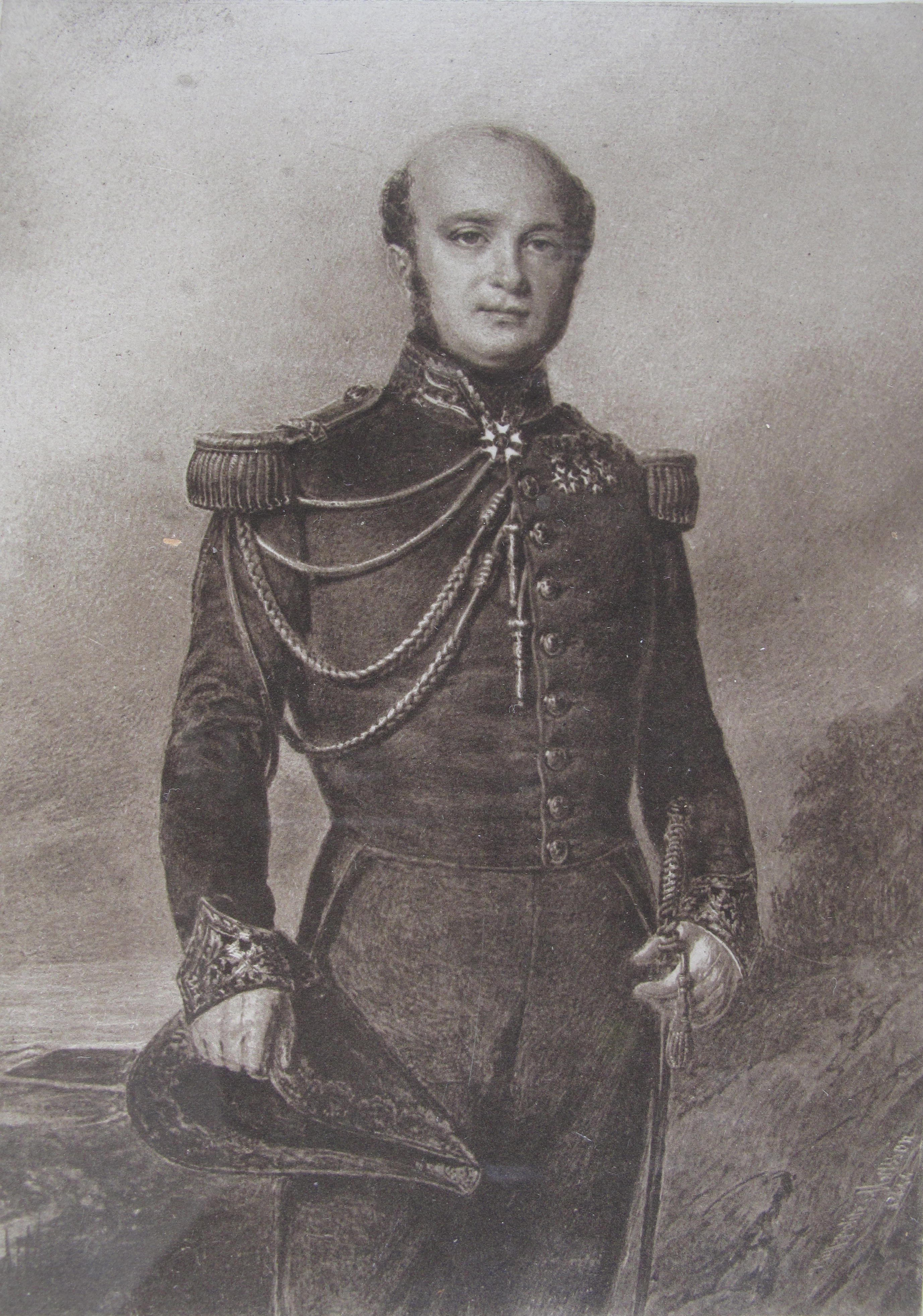
Portrait de Max-Théodore Cerfberr (1792-1876).